# 孤独・孤立対策担当室
孤独・孤立対策担当室（こどく・こりつたいさくたんとうしつ）は、内閣官房に設置されていた行政組織。社会的な孤独・孤立の問題について総合的な対策を推進するための企画及び立案並びに総合調整に関する事務を処理することを任務としていた。孤独・孤立対策推進法の施行に伴い、内閣府孤独・孤立対策推進室に改編された。

## 概要
長引くコロナ禍によって「社会的な孤独・孤立」が社会問題として顕在化し、女性や若年層を中心とした自殺者が増加したことを受け、2021年（令和3年）2月19日に孤独・孤立対策担当大臣（以下、担当大臣）を司令塔とした孤独・孤立対策担当室（以下、対策室）が内閣官房に設置された。担当大臣には坂本哲志少子化対策担当大臣が就き、三ッ林裕巳内閣府副大臣と吉川赳内閣府大臣政務官が補佐役に就いた。
担当大臣及び対策室の設置により、「孤独・孤立」が政策課題と位置付けられ、同年3月12日には孤独・孤立対策担当大臣を議長とした「孤独・孤立対策に関する連絡調整会議」（以下、連絡調整会議）が開催された。同年4月23日には連絡調整会議で各府省庁が取り組んできた支援施策や統計上の課題が整理され、対策室に諸問題に対応した「ソーシャルメディアの活用に関するタスクフォース」、「孤独・孤立関係団体の連携支援に関するタスクフォース」、「孤独・孤立の実態把握に関するタスクフォース」がそれぞれ発足した。
同年6月、対策室のFacebookとTwitterのアカウントを開設した。
同年（令和3年）6月1日、元厚生労働事務次官の村木厚子と自立生活サポートセンター・もやいの大西連理事長が対策室の政策参与に任命された。
同年12月、対策室が政府として初めて孤独・孤立問題の全国調査を実施し、16歳以上の全世代の2万人以上を対象に実態を調査した。同月28日、連絡調整会議から改称した「孤独・孤立対策推進会議」で「孤独・孤立対策の重点計画」（以下、重点計画）が定められた。

### 歴代孤独・孤立対策担当室長
| 代 | 氏名     | 就任日         | 退任日         | 出身省庁 | 就任前の役職                       | 退任後の役職                           |
| -- | -------- | -------------- | -------------- | -------- | ---------------------------------- | -------------------------------------- |
| 1  | 谷内繁   | 2021年2月19日  | 2021年12月21日 | 大蔵省   | 内閣官房内閣審議官                 | 内閣官房こども家庭庁設置法案等準備室長 |
| 2  | 大村慎一 | 2021年12月21日 | 2022年6月28日  | 自治省   | 内閣官房孤独・孤立対策担当室長代行 | 総務省大臣官房地域力創造審議官         |
| 3  | 山本麻里 | 2022年6月28日  | 2024年3月31日  | 厚生省   | 厚生労働省社会・援護局長           | 辞職                                   |

## 孤独・孤立対策担当大臣
孤独・孤立対策担当大臣（こどく・こりつたいさくたんとうだいじん）は、日本の国務大臣。社会的な孤独・孤立の問題について、総合的に対策を推進するため、行政各部の所管する事務の調整を担当していた。
2018年（平成30年）1月にイギリスで創設された孤独問題担当国務大臣に続き、世界で2例目となる孤独問題を担当する国務大臣で、イギリスとは異なり、孤立問題にも対応した。
担当大臣新設にあたっては2021年（令和3年）1月28日の参議院予算委員会で、国民民主党の伊藤孝恵参議院議員が「孤独対策を担当する国務大臣は誰か」などと質問しており、これが新設の後押しになったとの見方がある。

### 歴代大臣
| 代                                                                                             | 氏名                                                                                           | 氏名                                                                                           | 内閣                                                                                           | 内閣                                                                                           | 就任日                                                                                         | 退任日                                                                                         | 党派                                                                                           | 備考                                                                                           |
| 国務大臣（孤独・孤立対策を総合的に推進するため企画立案及び行政各部の所管する事務の調整を担当） | 国務大臣（孤独・孤立対策を総合的に推進するため企画立案及び行政各部の所管する事務の調整を担当） | 国務大臣（孤独・孤立対策を総合的に推進するため企画立案及び行政各部の所管する事務の調整を担当） | 国務大臣（孤独・孤立対策を総合的に推進するため企画立案及び行政各部の所管する事務の調整を担当） | 国務大臣（孤独・孤立対策を総合的に推進するため企画立案及び行政各部の所管する事務の調整を担当） | 国務大臣（孤独・孤立対策を総合的に推進するため企画立案及び行政各部の所管する事務の調整を担当） | 国務大臣（孤独・孤立対策を総合的に推進するため企画立案及び行政各部の所管する事務の調整を担当） | 国務大臣（孤独・孤立対策を総合的に推進するため企画立案及び行政各部の所管する事務の調整を担当） | 国務大臣（孤独・孤立対策を総合的に推進するため企画立案及び行政各部の所管する事務の調整を担当） |
| ---------------------------------------------------------------------------------------------- | ---------------------------------------------------------------------------------------------- | ---------------------------------------------------------------------------------------------- | ---------------------------------------------------------------------------------------------- | ---------------------------------------------------------------------------------------------- | ---------------------------------------------------------------------------------------------- | ---------------------------------------------------------------------------------------------- | ---------------------------------------------------------------------------------------------- | ---------------------------------------------------------------------------------------------- |
| 1                                                                                              |                                                                                                | 坂本哲志                                                                                       | 菅義偉内閣                                                                                     | 菅義偉内閣                                                                                     | 2021年2月12日                                                                                  | 2021年10月4日                                                                                  | 自由民主党                                                                                     |                                                                                                |
| 2                                                                                              |                                                                                                | 野田聖子                                                                                       | 第1次岸田内閣                                                                                  | 第1次岸田内閣                                                                                  | 2021年10月4日                                                                                  | 2021年11月10日                                                                                 | 自由民主党                                                                                     |                                                                                                |
| 3                                                                                              | 第2次岸田内閣                                                                                  | 第2次岸田内閣                                                                                  | 2021年11月10日                                                                                 | 2022年8月10日                                                                                  |                                                                                                |                                                                                                | 自由民主党                                                                                     |                                                                                                |
| 4                                                                                              |                                                                                                | 小倉將信                                                                                       |                                                                                                | 第1次改造内閣                                                                                  | 2022年8月10日                                                                                  | 2023年9月13日                                                                                  | 自由民主党                                                                                     |                                                                                                |
| 5                                                                                              |                                                                                                | 加藤鮎子                                                                                       |                                                                                                | 第2次改造内閣                                                                                  | 2023年9月13日                                                                                  | 2024年4月1日                                                                                   | 自由民主党                                                                                     | 退任後、内閣府特命担当大臣（孤独・孤立対策）に就任。                                           |

## 孤独・孤立対策推進会議
孤独・孤立対策担当大臣を議長とし、社会的孤独・孤立の問題について、政府全体として総合的かつ効果的な対策を検討・推進することを目的とした会議。
2021年（令和3年）3月12日から同年11月9日までの6回は「孤独・孤立対策に関する連絡調整会議」として開催され、同年12月28日から「孤独・孤立対策推進会議」に名称変更した。

### 構成員
- 議長：孤独・孤立対策担当大臣[33]
- 構成員
  - 孤独・孤立対策担当大臣を補佐する内閣府副大臣[33]
  - 内閣府特命担当大臣（金融）を補佐する内閣府副大臣[33]
  - 内閣府特命担当大臣（消費者及び食品安全）を補佐する内閣府副大臣[33]
  - 内閣府特命担当大臣（こども政策・少子化対策・若者活躍・男女共同参画）を補佐する内閣府副大臣[33]
  - デジタル副大臣
  - 復興大臣の指名する復興副大臣[33]
  - 総務大臣の指名する総務副大臣[33]
  - 法務副大臣[33]
  - 外務大臣の指名する外務副大臣[33]
  - 財務大臣の指名する財務副大臣[33]
  - 文部科学大臣の指名する文部科学副大臣[33]
  - 厚生労働大臣の指名する厚生労働副大臣[33]
  - 農林水産大臣の指名する農林水産副大臣[33]
  - 経済産業大臣の指名する経済産業副大臣[33]
  - 国土交通大臣の指名する国土交通副大臣[33]
  - 環境大臣の指名する環境副大臣[33]
  - 防衛副大臣[33]
  - 警察庁次長[33]